# Joost van Leijen
Joost van Leijen (Nimega, 20 de juliol de 1984) és un ciclista neerlandès, professional des del 2010 fins al 2013.
En el seu palmarès destaca la victòria a la Volta a Eslovàquia de 2007.
Va haver d'abandonar la seva carrera a causa d'una lesió al genoll.

## Palmarès
- 2002
  - 1r a la Het Volk Juniors
- 2004
  - 1r a la Brussel·les-Zepperen
  - 1r a la Challenge de Hesbaye
- 2006
  - 1r a la Volta a Limburg
- 2007
  - 1r a la Volta a Eslovàquia i vencedor d'una etapa
- 2008
  - Vencedor d'una etapa del Tour de Hokkaido
- 2010
  - 1r al Tour de Münster
- 2011
  - Vencedor d'una etapa del Tour de Valònia